# Sidyma
Sidyma est une ancienne cité d'Asie Mineure, en Lycie située près du petit village de Dodurga, dans l'actuelle province de Muğla en Turquie.

## Site

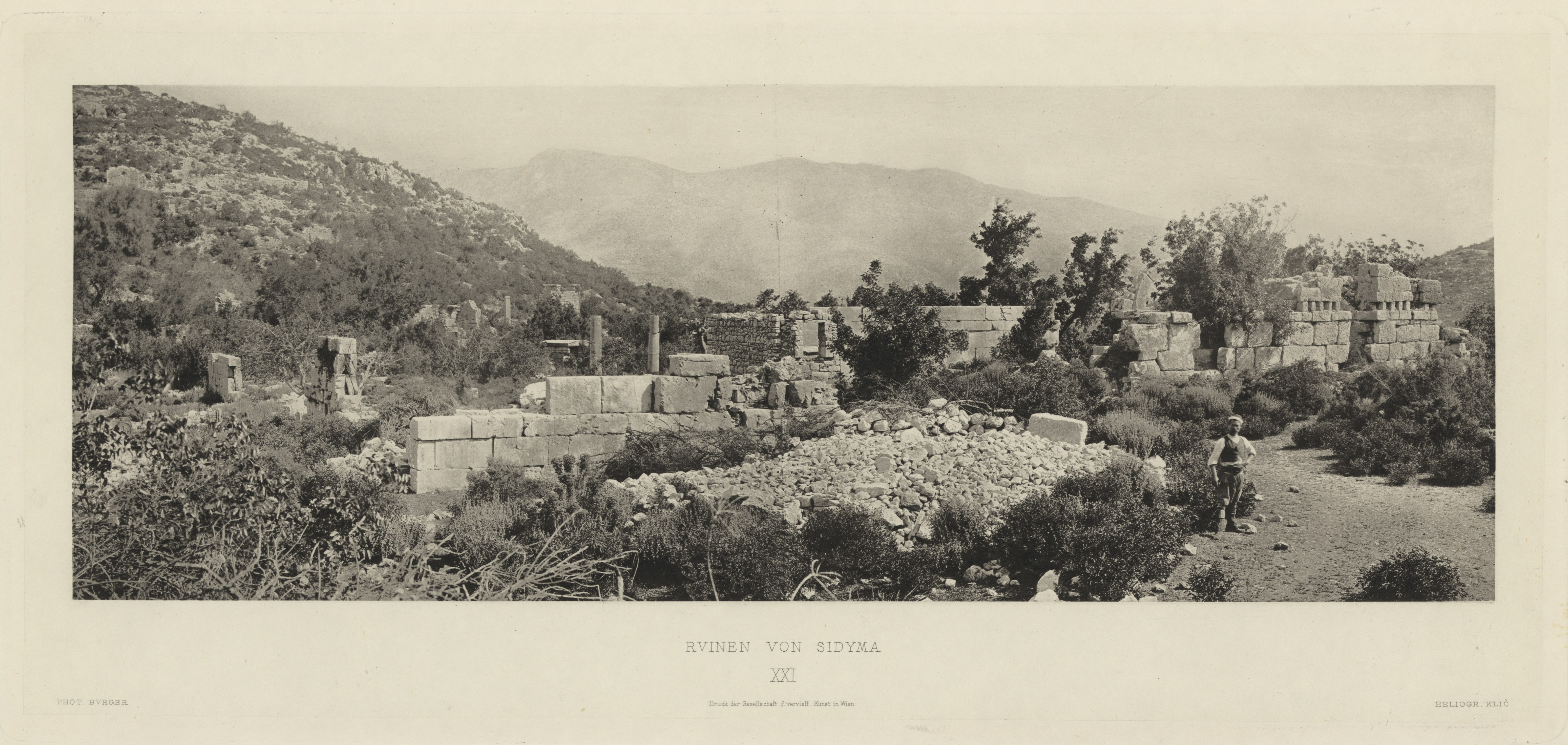
Ruines de Sidyma, Reisen im südwestlichen Kleinasien, Vienne, 1884.

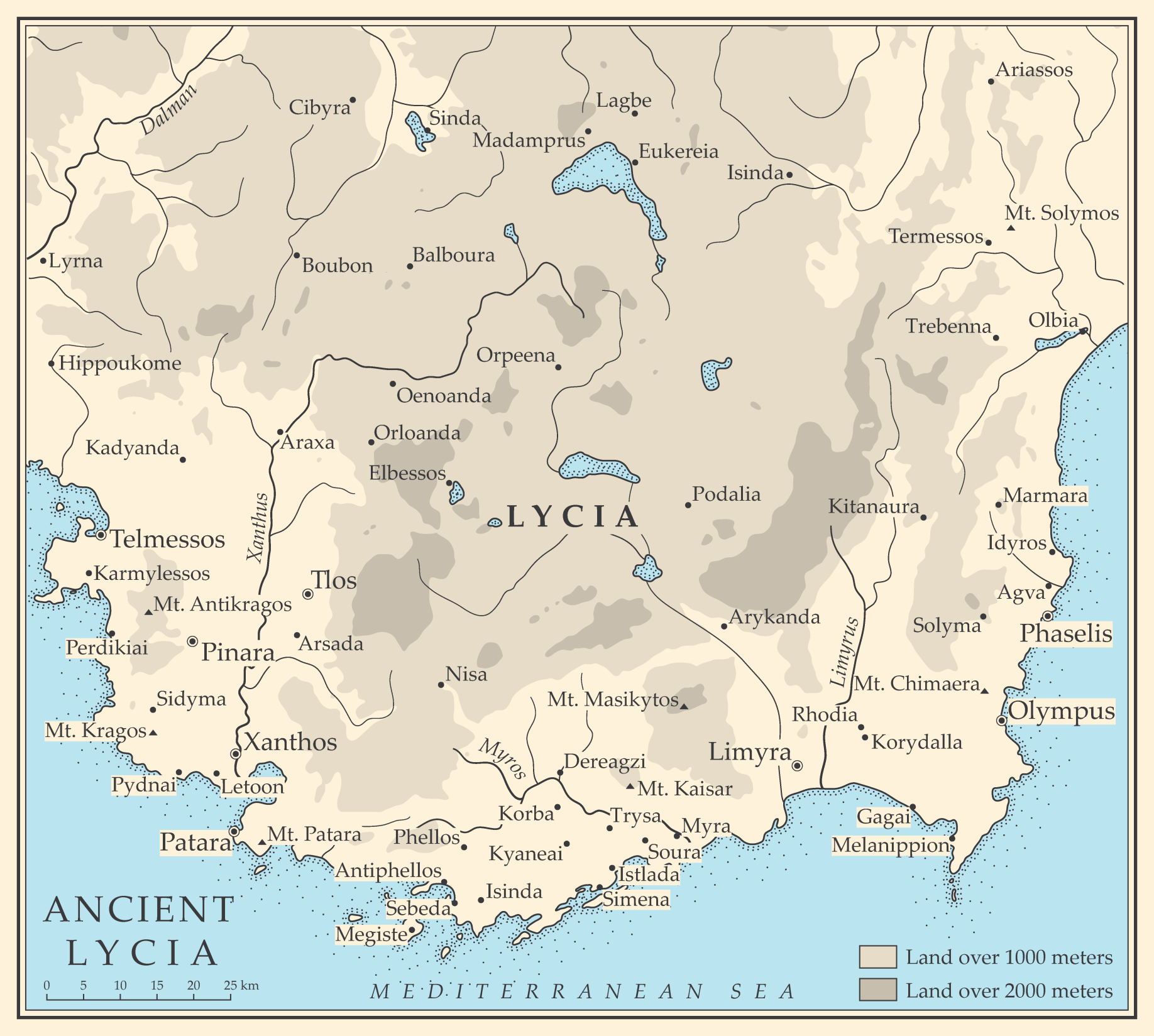
Carte de la Lycie antique, Pleiades Project : Sidyma est au sud-ouest de la carte.

Les restes de l'agglomération antique occupent une cuvette étroite dans le massif du Kragos, à 600 m d'altitude, une douzaine de km du fleuve Xanthe (actuel Eşen Çayı) et 5 km de la Méditerranée. L'ancien espace urbain est bordé de pentes calcaires abruptes et dominé par une acropole à 800 m d'altitude.
Depuis les fouilles autrichiennes et britanniques du XIXe siècle, le site a été en partie occupé par les villageois de Dodurga qui ont aménagé des maisons et des étables en réutilisant des blocs et pans de mur antiques, entraînant des dégradations importantes.
Au XXIe siècle, le site, sur un des itinéraires touristiques de Lycie, attire un petit flux de visiteurs turcs et étrangers. Le village, au milieu des ruines antiques, est peuplé majoritairement de vieilles femmes qui vivent d'agriculture et de petit élevage.

## Histoire
Bien que son nom paraisse ancien, on n'a trouvé à Sidyma aucune inscription en langue lycienne. Des restes de mur cyclopéen indiquent une ancienne enceinte fortifié ; cependant, les seuls vestiges en élévation sont ceux d'une petite forteresse byzantine. Certaines tombes, inspirées de l'architecture de bois des maisons lyciennes, ne sont pas datées mais pourraient remonter au IVe siècle av. J.-C.. D'autres, inspirées de l'architecture grecque à fronton triangulaire, portent des inscriptions grecques. Une soixantaine de tombes sont de simples « nids de pigeons » creusés dans la falaise. Les sarcophages rectangulaires, avec un couvercle dans le style lycien, sont montés sur un socle à trois ou quatre degrés. Les édifices funéraires en élévation sont rares ; l'un d'eux a la forme d'un petit temple dorique. Deux hérôa dédiés à un culte héroïque comprennent une chambre funéraire en sous-sol et une salle au niveau du sol où les visiteurs pouvaient circuler.

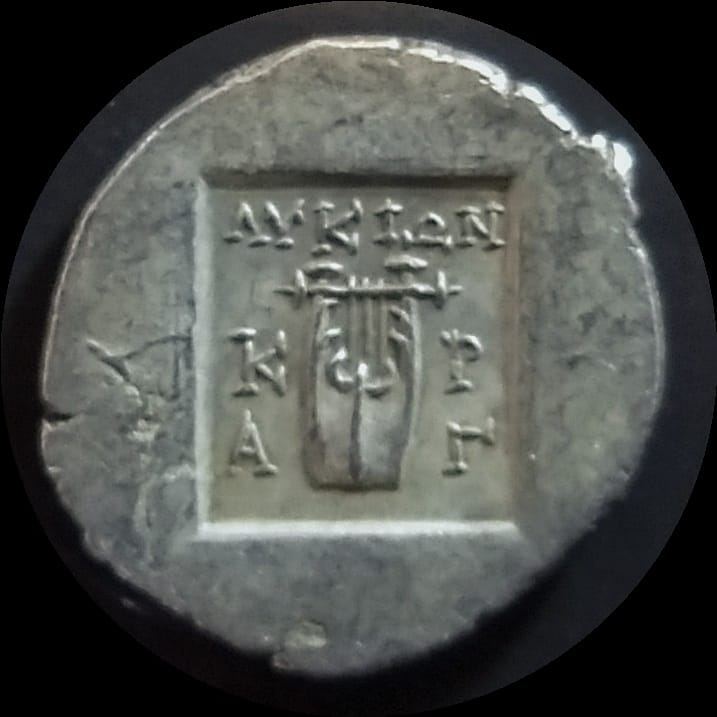
Demi-drachme de la Ligue lycienne orné d'une cithare et légendé « KRAG(os) », 32-30 av. J.-C.

La ville est connue par de rares textes littéraires dont le plus ancien date du Ier siècle av. J.-C., par quelques monnaies de la Confédération lycienne frappées entre 167 et 84/81 av. J.-C. et par plusieurs inscriptions. Une de ces inscriptions reproduit une généalogie rédigée au IIe siècle par un érudit local : Hiéron Lysimachus de Tlôs. Il établit une origine commune aux trois cités qui entourent le Kragos, Sidyma, Tlôs et Pinara à partir de leurs « liens de parenté, histoires et oracles ». Il cite d'abord la tradition courante selon laquelle Trémilès, héros éponyme des Lyciens ou Trémiles, aurait eu trois fils, Tlôos, Pinaros et Kragos ; puis, d'après ses propres recherches, il fait de Kragos le beau-père de Tlôos, donc l'aîné de la lignée. Apollon et Artémis ont favorisé leurs tribus, la terre ayant formé un rocher à l'image d'Apollon à Tlôs et un autre à l'image d'Artémis à Sidyma. Selon ce mythographe, Sidyma est une fondation de « Sydimos fils de Tlôos et Chélidon fille de Kragos », présentés comme « fondateurs autochtones » dont le chef de famille, le héros Kragos, porte le nom du massif montagneux local, ce qui témoigne à la fois de l'ancienneté des cités lyciennes et de leur indépendance par rapport à la Grèce d'Europe. Les cités de Tlôs et Sidyma ont l'habitude commune de consacrer comme prêtresses d'Artémis des jeunes filles vierges. Tlôs, Pinaros et Sidyma semblent avoir constitué une fédération secondaire à l'intérieur de la Ligue lycienne.
Le petit port de Sancaklı, à 20 m au-dessus du niveau de la mer, appartenait au territoire civique de Sidyma, comme le montrent deux inscriptions sur un hérôon et un autre lieu public : il est probablement désigné dans un Périple sous le nom de Calabanta.

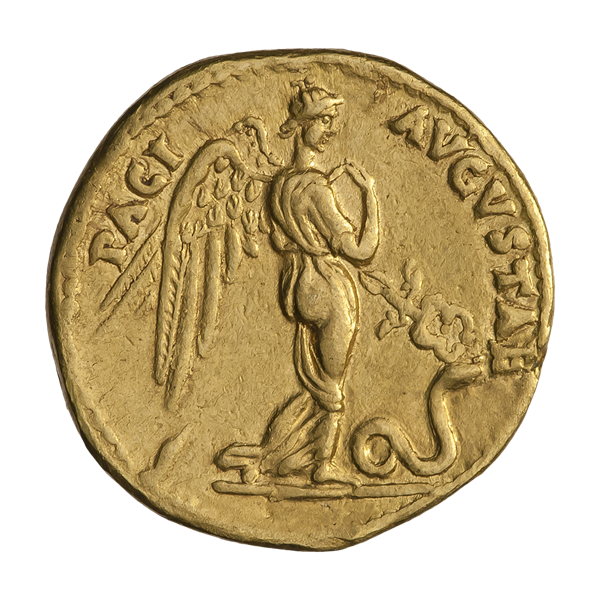
La « Paix auguste » guidant un serpent avec son caducée, symbole de guérison. Aureus de l'empereur Claude, 41-42 ap. J.-C.

À Sidyma, on trouve plusieurs inscriptions dédiées par Tiberius Claudius Epagathos, médecin, affranchi de l'empereur Claude, et son fils Livianus, citoyen romain de la tribu Quirina : l'une sur une base de statue de l'empereur, l'autre comme contributeurs sur un portique dédié à Claude et Artémis. Au IIIe siècle, deux autres médecins de Sidyma, M. Aurelius Ptolemaios dit Aristodemos et son homonyme M. Aurelius Ptolemaios dit Aristotélès, font inscrire leurs noms sur des sarcophages destinés à eux et à leur famille. Dans le même siècle, Tibérius Claudius Telemachus, magistrat romain originaire de Xanthe, est honoré avec sa femme Claudia Arsasis sur une inscription de Sidyma : il a exercé différentes fonctions dans la province d'Asie qui lui ont valu le titre de « fondateur » des cités de Laodicée du Lycos et Hiérapolis.
La ville n'a jamais été importante : le temple des Augustes est d'un format modeste, on n'a pas trouvé de vestiges de stade et les tombes, taillées dans la roche et parfois dotées d'un sarcophage, n'ont rien de monumental. On rapporte cependant qu'au Ve siècle, le futur empereur Marcien, alors simple soldat, s'étant arrêté à Sidyma, un présage lui annonça son ascension future. En 458, la ville a un évêque, Hypatius, dépendant de la métropole de Myre ; il figure parmi les signataires d'une lettre adressée à l'empereur Léon concernant le meurtre de l'évêque Protérius d'Alexandrie. Le siège épiscopal est occupé jusqu'au XIIIe siècle.
Sidyma est un siège titulaire de l'Église catholique romaine, établi en 1795. Son troisième évêque a été Pierre-Flavien Turgeon, plus tard archevêque de Québec.